# Grand Theft Auto VI
Grand Theft Auto VI, spesso chiamato GTA VI, è un videogioco action-adventure open world in sviluppo da Rockstar Games. Ottavo capitolo della serie principale di Grand Theft Auto e sedicesimo considerati spin-off ed espansioni, sarà il seguito di Grand Theft Auto V, uscito nel 2013.
Dopo anni di speculazioni, nel febbraio 2022 Rockstar ha confermato che il gioco era in fase di sviluppo. A settembre dello stesso anno sono trapelati online filmati di versioni incomplete in quella che i giornalisti hanno descritto come la più grande fuoriuscita digitale di notizie nella storia dell'industria dei videogiochi dove, tra le altre cose, furono rivelate l'ambientazione, i due protagonisti e il loro nome. Il gioco è stato ufficialmente rivelato con un trailer il 5 dicembre 2023, seguito da un altro pubblicato il 6 maggio 2025. Il rilascio, inizialmente previsto per il 2025, è slittato al 26 maggio 2026 su PlayStation 5 e Xbox Series X e S.

## Trama
Vice City
,Stati Uniti. Jason e Lucia sanno da sempre che la vita non ha dato loro le carte migliori. Quando, però, un lavoro semplice va per il verso sbagliato, si ritrovano nella parte più oscura del luogo più soleggiato d'America, invischiati in una cospirazione criminale che si estende in tutto lo Stato della Leonida. Se vogliono sopravvivere saranno costretti a contare più che mai l’uno sull’altra.

## Ambientazione
Il gioco è ambientato nel fittizio stato di Leonida e segna il ritorno della città di Vice City, controparti rispettivamente dello stato della Florida e della città di Miami. All'interno del gioco saranno inoltre presenti altre 5 località, tra cui: Leonida Keys, Grassrivers, Port Gellhorn, Ambrosia e Mont Kalaga. Il gioco vedrà come protagonisti Lucia Caminos e Jason Duval, introducendo quindi per la prima volta una protagonista femminile in un capitolo della serie dopo il 1999.
L'ambientazione di Vice City viene ripresa dai giochi Grand Theft Auto: Vice City (2002) e Grand Theft Auto: Vice City Stories (2006), portando nell'universo HD anche questa città dopo Liberty City nel 2008 (Grand Theft Auto IV) e Los Santos nel 2013 (Grand Theft Auto V).

## Sviluppo
Dopo l'uscita di Grand Theft Auto V nel 2013, l'allora presidente di Rockstar North, Leslie Benzies, disse che la società aveva "alcune idee" per il successivo capitolo della serie. Nel 2018 The Know ha riferito che il gioco, dal nome in codice Project Americas, sarebbe stato ambientato principalmente a Vice City e in parte in Sud America con una protagonista femminile. Nel 2020 il giornalista Jason Schreier ha riferito che il gioco era ancora "in fase iniziale di sviluppo" e che vi era l'intenzione di rilasciare inizialmente "una versione di dimensioni moderate" la quale si sarebbe espansa nel tempo attraverso gli aggiornamenti, allo scopo di evitare l'eccessivo carico di lavoro riscontrato dai dipendenti dell'azienda negli anni precedenti. Nel 2021 Tom Henderson ha affermato che la mappa del gioco potrebbe evolversi in modo simile a Fortnite Battle Royale. Nel 2022 Schreier ha riferito che il gioco è entrato in sviluppo nel 2014 e avrebbe avuto due protagonisti ispirati a Bonnie e Clyde, inclusa una donna latinoamericana, e ha inoltre affermato che gli sviluppatori stavano cautamente sovvertendo la tendenza della serie a scherzare sui "gruppi marginalizzati", creando molte controversie considerando che la serie ha sempre trattato e scherzato su tutti in equal misura.
Il gioco divenne molto atteso negli anni precedenti al suo annuncio e i giornalisti notarono che alcuni fan erano frustrati dal continuo silenzio di Rockstar Games, in particolare dopo aver annunciato una riedizione di Grand Theft Auto V nel 2020. Il 4 febbraio 2022 Rockstar Games ha confermato che lo sviluppo era "a buon punto". A luglio Rockstar ha annunciato che Red Dead Online non avrebbe ricevuto ulteriori aggiornamenti importanti poiché le risorse di sviluppo sarebbero state ritirate per concentrarsi sul gioco in arrivo. Fonti del settore hanno affermato che Rockstar ha riallocato le risorse dopo che le rimasterizzazioni pianificate di Grand Theft Auto IV (2008) e Red Dead Redemption (2010) sono state interrotte a causa del contraccolpo ricevuto da Grand Theft Auto: The Trilogy - The Definitive Edition (2021).
Nel novembre 2023 il presidente di Rockstar Sam Houser ha annunciato che il primo trailer sarebbe uscito all'inizio di dicembre per celebrare il 25º anniversario dell'azienda. Nel giro di cinque ore l'annuncio su Twitter è diventato il post relativo ai videogiochi con più "Mi piace" sulla piattaforma, successivamente superato dal post di Rockstar che annunciava la data di uscita del trailer fissata per il 5 dicembre con 1,8 milioni di "Mi piace" in 24 ore. Il 4 dicembre è trapelata su Twitter/X una versione di bassa qualità del trailer; in risposta Rockstar ha pubblicato la versione ufficiale su YouTube, rivelando titolo, protagonisti, ambientazione e data di uscita prevista nel 2025 per PlayStation 5 e Xbox Series X/S. Nessuna versione per PC è stata annunciata. Il trailer ha come sottofondo musicale "Love Is A Long Road" di Tom Petty. Il trailer ha battuto il record per il maggior numero di visualizzazioni nel primo giorno su un video YouTube non musicale entro 12 ore, con 46 milioni, è diventato il terzo assoluto in 24 ore con 90 milioni, e ha superato in due giorni il numero di spettatori totali del trailer di presentazione di Grand Theft Auto V, uscito a novembre 2011 (101 milioni).
Il 16 maggio 2024 il CEO della Take Two Interactive, Strauss Zelnick, tramite il report finanziario dell'ultimo anno fiscale della compagnia, ha svelato il periodo d'uscita ufficiale di GTA 6, fissato nell'autunno del 2025 su PlayStation 5 e su Xbox Series X/S. Il periodo di uscita è stato poi riconfermato anche nel report finanziario dell’8 agosto 2024. Il 18 settembre 2024, Take-Two ha riconfermato un’ulteriore volta il periodo di uscita. Nella serata del 6 novembre 2024, durante il report finanziario di fine anno, è stata nuovamente confermata la data di uscita per l'autunno 2025.
Ospite di Bloomberg, il CEO di Take-Two, Strauss Zelnick, ha parlato di come la sua azienda promuoverà il lancio di Grand Theft Auto VI, confermando la data di uscita di un secondo trailer poco prima dell'uscita del titolo.
Il 2 maggio 2025, Rockstar Games, tramite un post sul suo Newswire e su Twitter/X, ha svelato che la data di uscita è stata fissata per il 26 maggio 2026.
Quattro giorni dopo l'annuncio della data di uscita del gioco, il 6 maggio 2025, Rockstar Games ha rilasciato un secondo trailer del gioco, che ha raggiunto i 475 milioni di visualizzazioni in tutto il mondo attraverso i vari canali di comunicazione in sole 24 ore, un record storico, che precedentemente apparteneva a Marvel, superando qualsiasi cosa sia stata pubblicata in precedenza in termini di trailer legati a prodotti di intrattenimento.
Il solo video ufficiale su YouTube ha superato le 100 milioni di visualizzazioni in meno di una settimana, confermandosi come uno degli eventi digitali più seguiti del settore videoludico.